# Gunungodes ilsa
Gunungodes ilsa är en fjärilsart som beskrevs av Ulrich Roesler och Kuppers 1981. Gunungodes ilsa ingår i släktet Gunungodes och familjen mott. Inga underarter finns listade i Catalogue of Life.